# ORP Krakowiak (1948)
Pour les autres navires du même nom, voir ORP Krakowiak.
L'ORP Krakowiak est un petit sous-marin de la classe Malioutka (série XV-bis) construit en URSS, remis à la Pologne en novembre 1954. Par la suite, il a été désigné M-102, P-102 et 302. Au début des années 1960, il a été rayé de la marine.

## Commandants
- 11/11/1954 au 19/05/1958 : Lieutenant Mar Leon Ratajczak
- 19/05/1958 au 05/11/1962 : Lieutenant Mar. Franciszek Wróbel
- 05/11/1962 au 07/04/1965 : Lt. mar. Czesław Fedorczak [1].